# Бирюков, Сергей Сергеевич
Сергей Сергеевич Бирюков (8 (20) января 1897 год — 1962, Минск) — советский театральный актёр, народный артист РСФСР.

## Биография
Сергей Сергеевич Бирюков родился 8 (20) января 1897 года в дворянской семье, связанной с лучшими традициями русской интеллигенции. Был внучатным племянником Петра Ильича Чайковского. Его дядя Павел Бирюков был другом Льва Толстого и его биографом. Родственниками семьи были и Дягилевы.
В 1922 году окончил драматическую студию при Костромском отделе народного образования. Сценическую деятельность начал в Костромском драматическом театре имени А. Н. Островского в 1923 году. Работал в театрах Ярославля, Иванова, Владивостока.
В 1932—1960 годах играл в Новосибирском театре «Красный факел». Вёл преподавательскую работу. Член КПСС с 1947 года.
С 1960 года переехал с семьёй в Минск, где выступал в Минском русском театре им. Горького. 
Умер в 1962 году в Минске, похоронен на Восточном кладбище вместе с женой Верой Редлих.

### Семья
- Отец — Сергей Иванович Бирюков (1858—1939), Томский и Нижегородский вице-губернатор, последний Костромской губернский предводитель дворянства.
- Дядя — Павел Иванович Бирюков (1860—1931), русский публицист и общественный деятель.
- Жена — театральный режиссёр Вера Павловна Редлих (1894—1992), народная артистка РСФСР.
- Дочь — актриса Елизавета Сергеевна Бирюкова (1926 г)

Внучка — актриса Наталия Львовна Ретивова (ур. Кучерова)(1961г)

## Награды и премии
- Заслуженный артист РСФСР (15.12.1950).
- Орден «Знак Почёта» (10.11.1953)[3].
- Народный артист РСФСР (14.08.1957).

## Работы в театре
- «Чайка» А. Чехова — Дорн
- «Село Степанчиково» по Ф. Достоевскому — Фома Опискин
- «Последние» М. Горького — Иван Коломийцев
- «Кремлёвские куранты» Н. Погодина — Забелин
- «Русский вопрос» К. Симонова — Гарри Смит
- «Анна Каренина» по Л. Толстому — Каренин
- «Порт-Артур» А. Н. Степанова и И. Ф. Попова — Стессель
- «Бесприданница» А. Островского — Карандышев
- «Мёртвые души» по Н. Гоголю — Плюшкин